# Prakticar

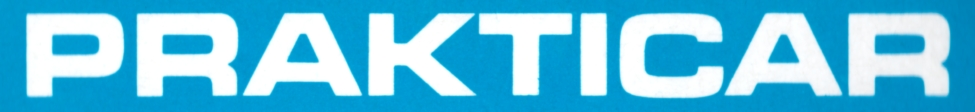
Logo der Marke Prakticar

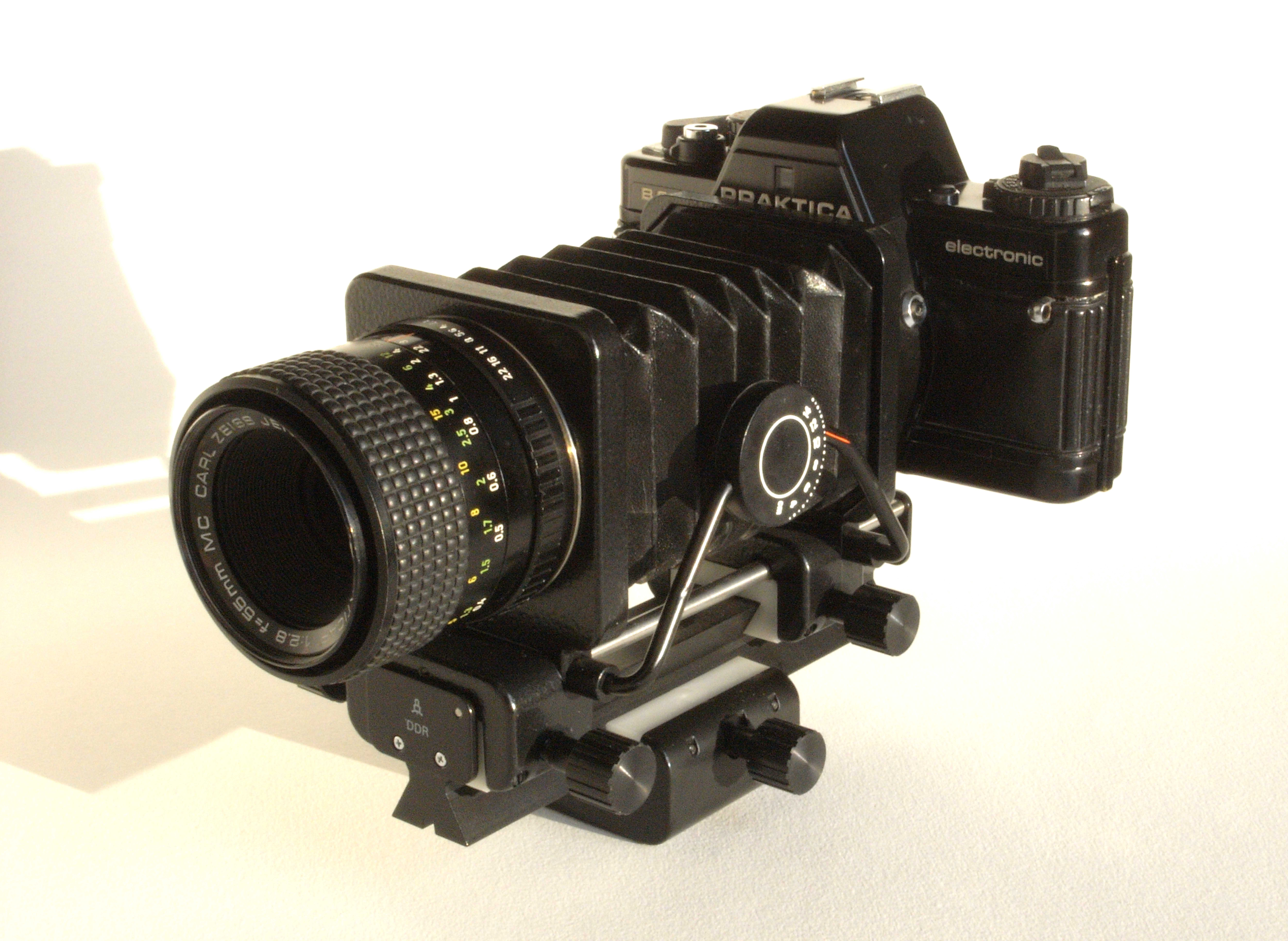
Macro-Prakticar 1:2,8/55 mm mit Balgengerät und Praktica BC1

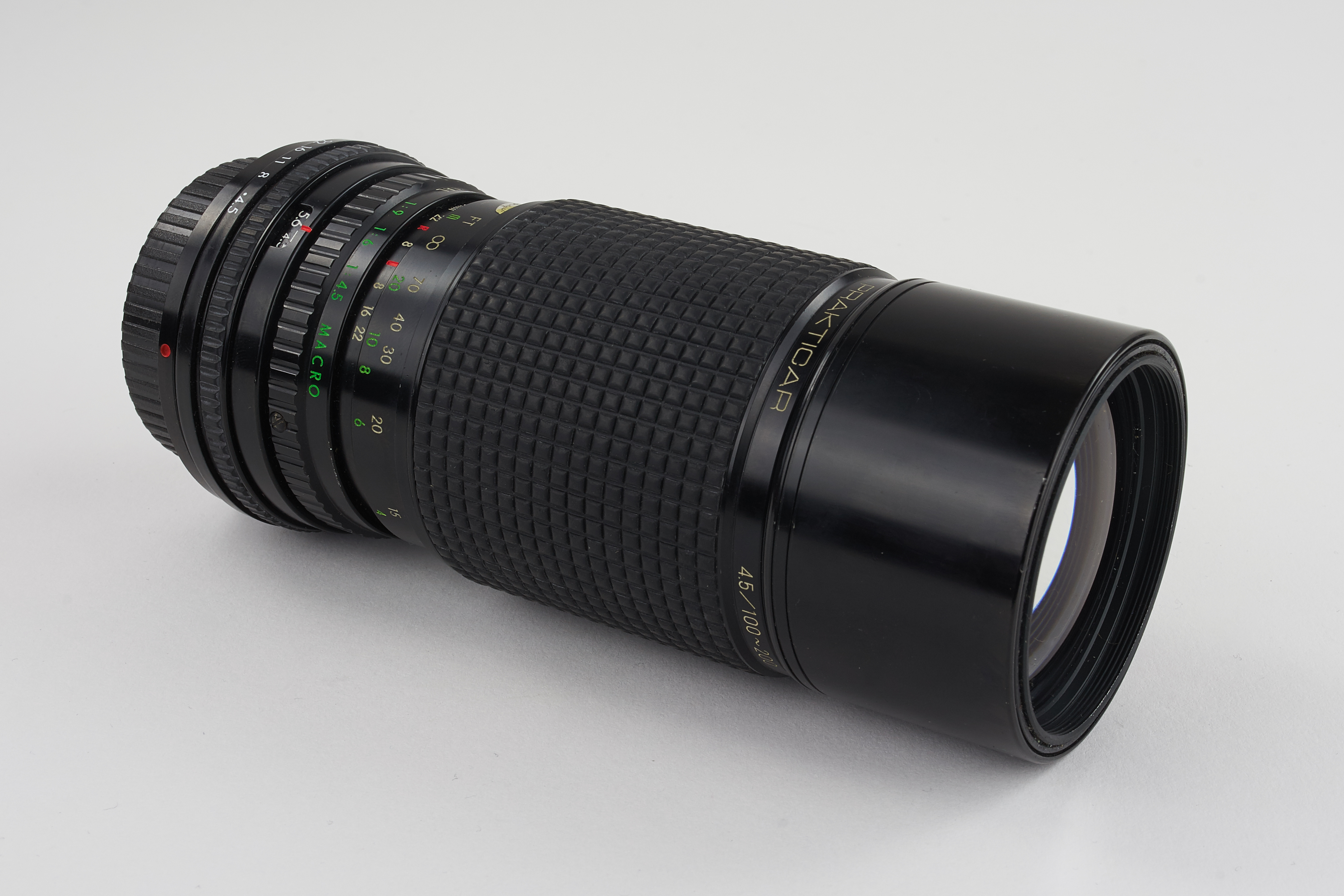
Prakticar Zoom 100-200mm f/4.5

Prakticar war die Bezeichnung für Objektive, die zunächst mit dem Praktica-Bajonett ausgestattet und für die Praktica-B-Kameras vorgesehen waren. Später wurden auch die eingebauten Objektive an Praktica-Kompaktkameras so bezeichnet.

## Geschichte
Während die Objektivhersteller ihren Objektiven zunächst klangvolle Namen gaben, setzten sich nach dem Zweiten Weltkrieg Einheitsnamen wie Nikkor (Nikon-Objektive), Rokkor (Minolta-Objektive) oder Takumar (Pentax-Objektive) durch. Mit Einführung des Praktica-Bajonetts entschied sich der VEB Pentacon ebenfalls dazu, dass für diesen Anschluss offiziell lizenzierte Objektive unter einem einheitlichen Namen am Markt positioniert werden und der eigentliche Hersteller verschleiert wird. Lediglich das VE Kombinat Carl Zeiss Jena durfte aufgrund seiner Reputation weiterhin mit Carl Zeiss Jena Prakticar bzw. Aus Jena Prakticar auf sich aufmerksam machen. Objektive von Meyer-Optik Görlitz (seit 1968 Bestandteil des VEB Pentacon) und IOR wurden als Pencaton Prakticar bezeichnet. Die nicht in der DDR entwickelten und ausschließlich für den Vertrieb im NSW offiziell lizenzierten Objektive von Sigma, später auch Cosina und Cimko wurden ebenfalls als Pentacon Prakticar beworben und wurden auch in den zeitgenössischen, offiziellen Prospekten des Außenhandels aufgeführt. In der Regel handelt es sich dabei um Zoomobjektive, die in der DDR erst ab 1987 gefertigt werden konnten. Nach der politischen Wende standen sowohl Meyer-Optik als auch Carl Zeiss als Objektivhersteller nicht mehr zur Verfügung, sodass die in den 1990er Jahren für den Vertrieb mit der Praktica BX20s gebauten Zoomobjektive von Samyang ebenfalls als Prakticar beschriftet wurden, die Marke Pentacon fehlte jedoch. Die Objektive von Samyang wurden auch unter anderen Handelsnamen wie Beroflex und Exakta Varioplan vertrieben. An den in Asien entwickelten und dort auch gefertigten analogen und digitalen Kompaktkameras, die in den 1990er und 2000er Jahren als Praktica-Kameras vertrieben wurden, hatten nicht wechselbare Objektive, die zumindest teilweise ebenfalls als Prakticar beschriftet wurden.
Nur wenige Objektivkonstruktionen waren ausschließlich als Prakticar für das Praktica-Bajonett erhältlich. Sämtliche Objektive asiatischer Hersteller gab es unter anderen Namen (wie den eigenen Herstellernamen oder auch den Lizenznamen Carl Zeiss Jena Jenazoom) auch mit anderen Kameraanschlüssen. Die in der DDR hergestellten Objektive haben zumindest äußerlich ein neues Erscheinungsbild erhalten, so wurden erstmals gummierte Fokussierringe eingesetzt (später bei Pentacon-Prakticaren aus Görlitz und Bukarest auch rein aus Kunststoff gefertigte Fokussierringe mit einer den Gummierungen angelehnten Griffelung), während ihre Pendants mit M42-Kameraanschluss weiterhin Vollmetallfassungen behielten.
Folgende Objektive gab es ausschließlich als Prakticar mit Praktica-Bajonett:
- Pentacon Prakticar 1:2,4/50 mm, als Pancake-Objektiv beworben, ausschließlich bei IOR in Bukarest montiert
- Carl Zeiss Jena (bzw. Aus Jena) Macro-Prakticar 1:2,8/55 mm, Makroobjektiv mit einem maximalen Abbildungsmaßstab von 1:2
- Carl Zeiss Jena (bzw. Aus Jena) Prakticar 1:1,4/50 mm
- Carl Zeiss Jena (bzw. Aus Jena) Prakticar 2,4/28 mm, aufgrund von Fertigungsproblemen nur wenige Exemplare hergestellt
- Carl Zeiss Jena (bzw. Aus Jena) Prakticar 2,8/200 mm, aufgrund von Fertigungsproblemen nur in zwei kleinen Fertigungslosen hergestellt. Ist nicht mit dem nur unwesentlich älteren Carl Zeiss Jena (Electric) Sonnar 2,8/200 mm von 1977 zu verwechseln, das es nur mit M42-Anschluss gab.
- Carl Zeiss Jena (bzw. Aus Jena) Prakticar 4/300 mm

Die DDR-Fotoindustrie war zunächst nicht in der Lage, mit ihrem vorhandenen Maschinenpark die deutlich komplexeren Objektivfassungen für Zoomobjektive zu fertigen, die sich auf dem Weltmarkt mehr und mehr durchsetzten. Die Lizenzgebung an asiatische Hersteller war daher eine Verlegenheitslösung, um auf dem westlichen Markt weiterhin bestehen zu können. Erst ab 1987 konnte eine Fertigungsstätte von Carl Zeiss Jena zwei Zoomobjektive in Serie fertigen und damit erstmals auch DDR-Bürgern Zoomobjektive anbieten. Diese erschienen jedoch ebenfalls mit M42-Anschluss und wurden als Carl Zeiss Jena (bzw. Aus Jena) Vario-Pancolar bzw. Vario-Sonnar bezeichnet.

## Galerie

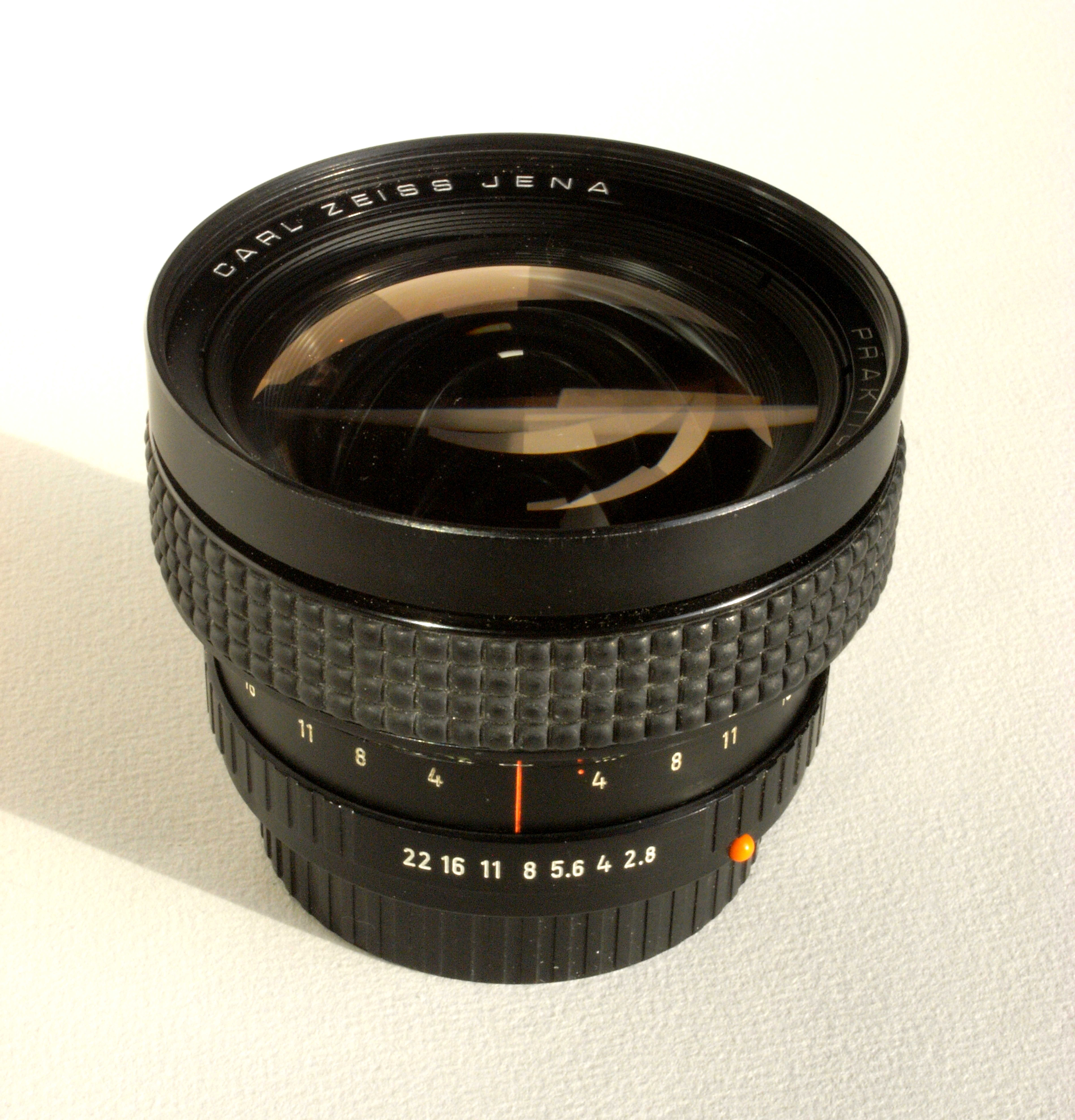
Prakticar 20 mm f/2.8
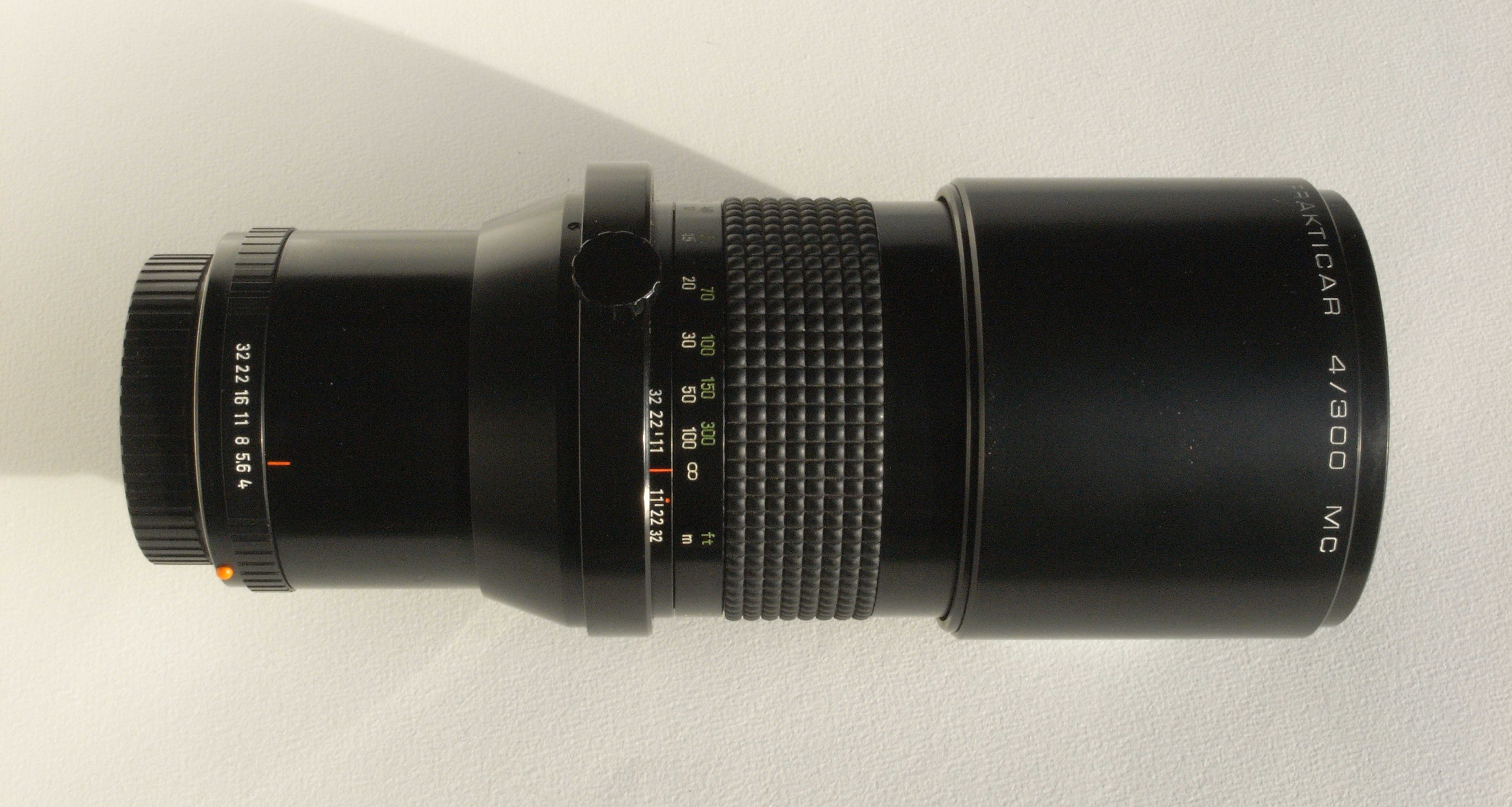
Prakticar 300 mm f/4.0